# Дженан Пейчинович
Дженан Пейчинович (чорн. Dženan Pejčinović, нар. 15 лютого 2005, Мюнхен, Німеччина) — німецький футболіст боснійського походження, нападник клубу «Вольфсбург».
На правах оренди грає в клубі «Фортуна» (Дюссельдорф).

## Ігрова кар'єра

### Клубна
Дженан Пейчинович народився у Мюнхені в боснійській родині. Займатися футболом почав в академії мюнхенської «Баварії». Пізніше він перейшов до «Аугсбурга», де грав за молодіжну команду. Зацікавленість у послугаї молодого нападника проявляли ряд європейських клубів. Серед яких італійські «Інтер», «Ювентус», англійські «Челсі», «Манчестер Сіті» та нідерландський «Аякс».
Та незважаючи на це, Пейчинович вирішив залишитися у Німеччині і підписав з «Вольфсбургом» контракт до 2022 року. Першу гру на професійному рівні Пейчинович провів 27 травня 2023 року в поєдинку чемпіонату Німеччини проти берлінської «Герти».
В липні 2024 року нападник відправився в оренду до кінця сезону у клуб Другої Бундесліги «Фортуна» (Дюссельдорф). 25 серпня Дженан провів першу гру у новій команді, де одразу відзначився забитим голом.

### Збірна
На міжнародній арені Дженан Пейчинович починав грати за юнацьку збірну Чорногорії (U-15). З 2020 року він є гравцем юнацьких збірних Німеччини, де відзначився високою результативністю.